# Sportler des Jahres 1951 (Deutschland)
Die besten deutschen Sportler des Jahres 1951 wurden durch Kurt Dobbratz ausgezeichnet. Veranstaltet wurde die Wahl zum 5. Mal von der Internationalen Sport-Korrespondenz (ISK). Insgesamt gaben 329 Sportreporter und -redakteure aus Westdeutschland, Berlin, der DDR und dem Saarland ihre Stimmen ab. Jeder an der Wahl teilnehmende Sportjournalist konnte 55 Stimmen abgeben: zehn für den besten deutschen Sportler, neun für den zweitbesten, acht für den drittbesten, sieben für den viertbesten, sechs für den fünftbesten usw.
Erstmals erhielt mit Ria und Paul Falk ein Paar die Auszeichnung des Sportler des Jahres.
Eine getrennte Wertung von Sportlerinnen und Sportlern gab es nicht, nach moderner Lesart wurde Ria Falk-Baran auch „Sportlerin des Jahres“. Beste Einzelsportlerin war die Mehrkämpferin Maria Sander-Domgalla auf Platz 10.

## Rangliste
|     | Sportler/Sportlerin                                                    | Sportart               | Punkte | Erfolge 1951 |
| --- | ---------------------------------------------------------------------- | ---------------------- | ------ | --- |
| 1.  | Ehepaar Falk (Paul Falk und Ria Baran-Falk)                            | Eis- und Rollkunstlauf | 2479   | Je fünffache Deutsche Meister im Eiskunstlauf und Rollschuhkunstlauf, zweifache Europa- und zweifache Weltmeister in beiden Sportarten |
| 2.  | Herbert Schade                                                         | Leichtathletik         | 2257   | Vierfacher Rekordhalter über 2000, 3000, 5000 und 10.000 Meter im Langstreckenlauf                                                     |
| 3.  | Herbert Klein                                                          | Schwimmsport           | 2224   | Deutscher Rekord im 100-Meter-Brustschwimmen und Weltrekord über 200 Meter                                                             |
| 4.  | Gottfried von Cramm                                                    | Tennis                 | 1633   | Ungeschlagen in Deutschlands Spielen im Davis Cup 1951 bis zum Europazonen-Finale                                                      |
| 5.  | Hein ten Hoff                                                          | Boxen                  | 1444   | Europameister im Schwergewicht, Anwärter auf die Weltmeisterschaft                                                                     |
| 6.  | Wilhelm Herz                                                           | Motorradsport          | 1174   | Auf NSU mit 290 km/h schnellster Motorradfahrer der Welt, Inhaber zahlreicher Klassenrekorde                                           |
| 7.  | Bobmannschaften („Ostler und Co.“) (Ostler, Leitl, Pössinger, Nieberl) | Bobsport               | 0893   | Weltmeister im Zweierbob (Ostler und Nieberl) und Viererbob                                                                            |
| 8.  | Fritz Walter                                                           | Fußball                | 0821   | 20-facher deutscher Nationalspieler, Kapitän der Nationalmannschaft und des amtierenden Deutschen Meisters 1. FC Kaiserslautern        |
| 9.  | Helmut Bantz                                                           | Turnen                 | 0641   | Als Mitglied der Deutschlandriege beim Länderkampf gegen die Schweiz Sieg vor Weltmeister Josef Stalder                                |
| 10. | Maria Sander-Domgalla                                                  | Leichtathletik         | 0402   | Mehrkämpferin und mit 11,2 s deutscher Rekord im Hürdenlauf                                                                            |

Insgesamt wurden 85 Sportlerinnen und Sportler genannt.